# Hirudo medicinalis
Espèce
Statut de conservation UICN

 NT  : Quasi menacé
Statut CITES

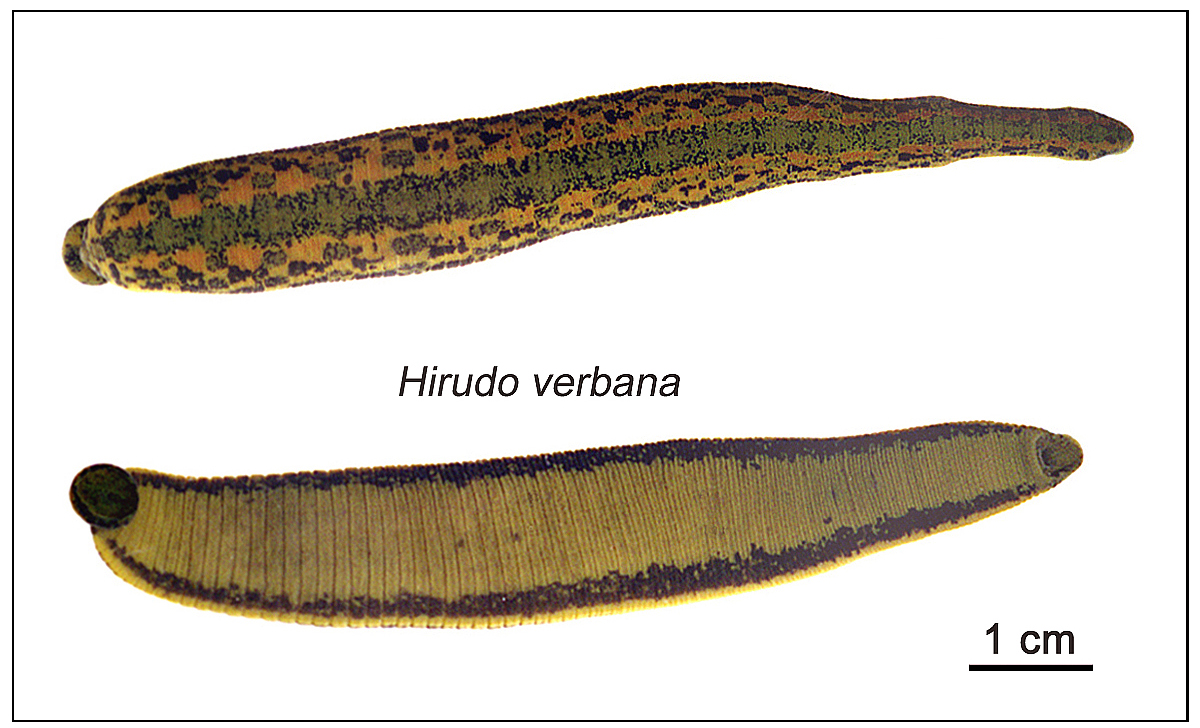
Face dorsale et ventrale…

Hirudo medicinalis (aussi appelée sangsue médicinale européenne, sangsue médicinale ou autrefois parfois sangsue officinale) est l'une des espèces de sangsues médicinales qui ont été et sont encore utilisées en médecine pour leur capacité à extraire le sang, mais également pour l'hirudine (puissant anticoagulant) et d'autres molécules inhibitrices de protéases qu'elles sécrètent.
Cette espèce en forte voie de régression a disparu d'une grande partie de son aire naturelle de distribution ; elle est souvent confondue avec d'autres espèces lui ressemblant plus ou moins, au point que la plupart des sangsues commercialisées sous ce nom sont en réalité d'autres espèces (et le plus souvent : Hirudo verbana comme cela a été récemment (2007) confirmé par des analyses biomoléculaires). 
Cette espèce peut notamment être confondue (comme cela a été le cas jusqu'en 2005 par les taxonomistes)  avec Hirudo orientalis, qui est phylogénétiquement la plus proche d'elle parmi toutes les sangsues médicinales, mais qui constitue néanmoins une espèce aujourd'hui considérée comme distincte. 
Or, dans de nombreux pays (dont aux États-Unis), seule la vraie sangsue médicinale européenne est officiellement autorisée pour l'hirudothérapie et il n'est pas certain que les autres espèces, même proches, présentent exactement les mêmes propriétés médicinales. Pour les mêmes raisons, des études de microbiote, des études  comportementales et biologiques faites en laboratoire ont des conclusions qui ont peut-être été faussées par une mauvaise attribution de nom d'espèce.

## Description

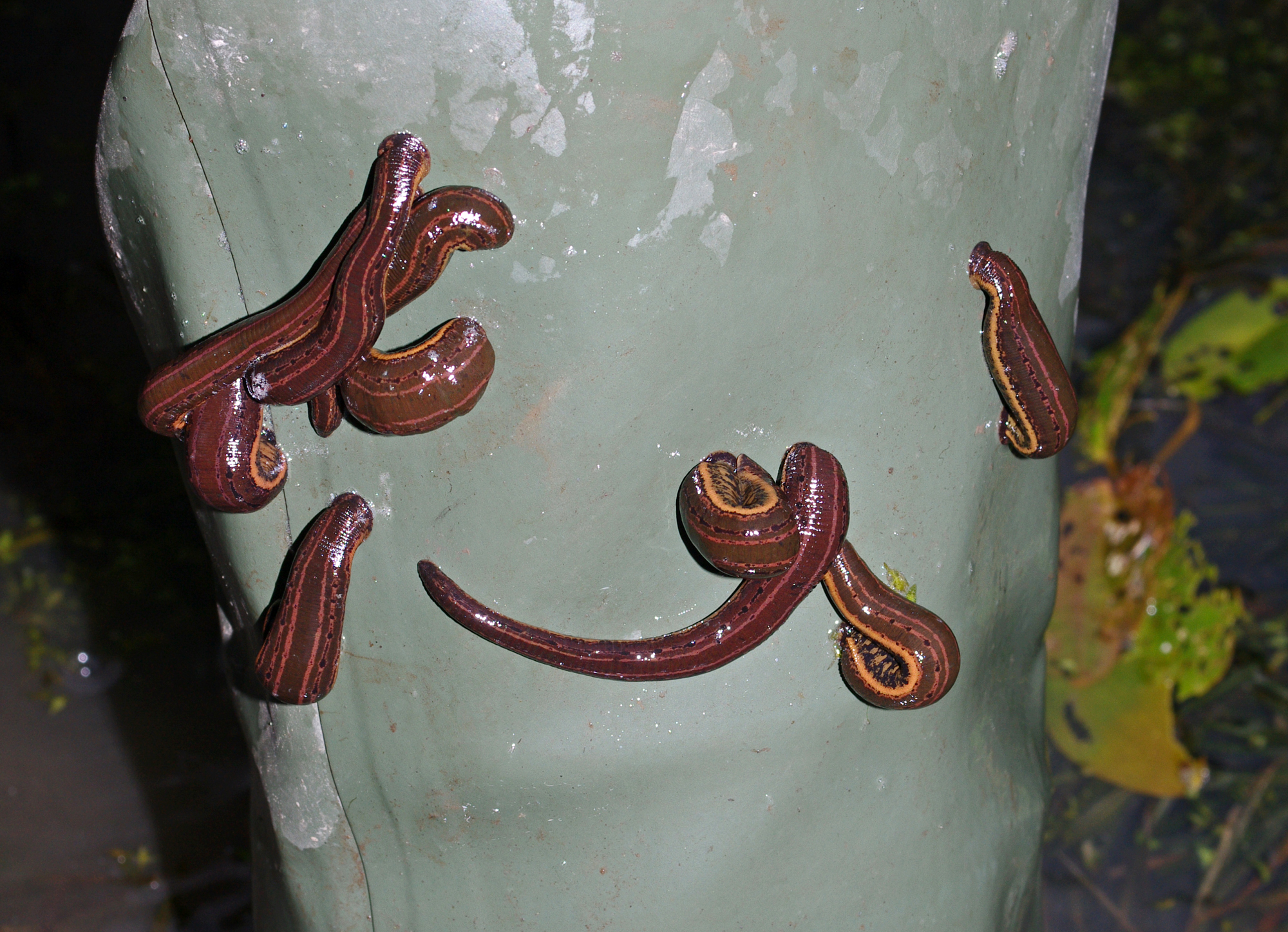
Sangsues cherchant à se nourrir

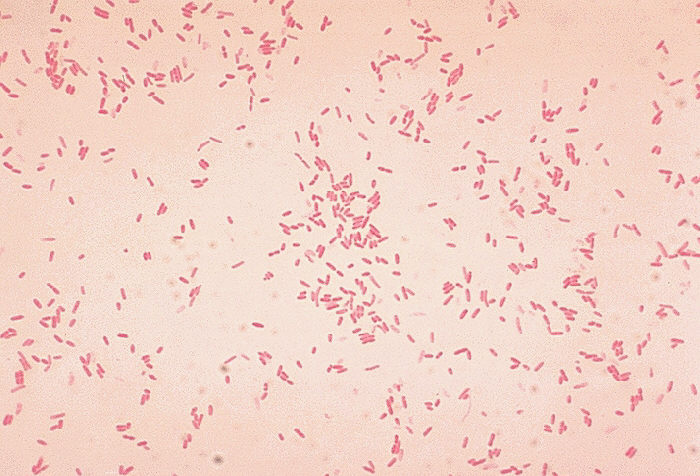
Aeromonas hydrophila (coloration) est l'hôte commensal voire symbiote qui aide la sangsue à bien digérer l'hémoglobine. Après la morsure d'une sangsue, notamment si cette dernière a été pressée, ce microbe peut être à l'origine de plaies suppurantes,

Elle peut mesurer jusqu'à douze centimètres et est de couleur marron avec des raies jaunes.
Il semble qu'elle soit souvent confondue avec Hirudo verbana (ou  « sangsue médicinale méditerranéenne »), qui serait en fait élevée à sa place, ou encore avec Hirudo troctina.

## Alimentation
Elles se nourrissent du sang des mammifères, des reptiles ou encore des amphibiens.

## Habitat
Son habitat naturel est la zone humide d'eau douce, certains réseaux de fossés en eau et les mares d'eau douce. Elle vit en Europe de la France à l'Ukraine et de la Norvège à l'Espagne.
Elle est considérée comme quasi menacée selon la liste rouge de l'UICN en raison de la destruction ou dégradation de son habitat et de son importante utilisation en médecine.

## Utilisation médicinale

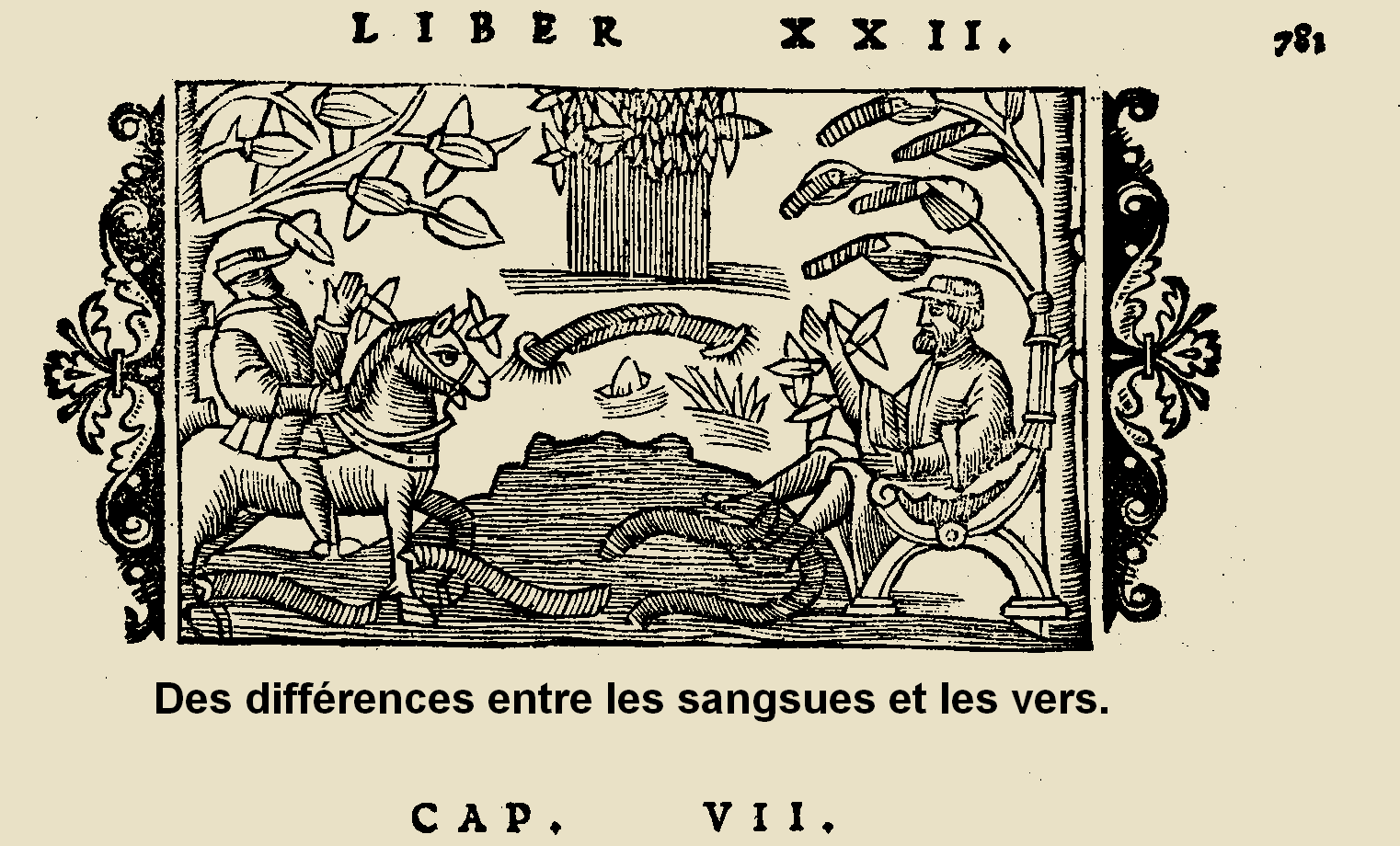
Utilisation de sangsues pour les saignées, image de 1555.

Depuis l'Antiquité et dans plusieurs civilisations (Perse, Chine, Inde, Égypte et Occident) les sangsues sont utilisées en médecine. Une peinture murale datant de la XVIIIe dynastie égyptienne montre une personne appliquant des sangsues sur le front d'un malade.
Elles étaient utilisées pour les saignées, à une époque où l'on croyait qu'un excès de sang était la cause de certaines maladies (image de gauche, pour un humain et pour un cheval). Depuis l'abandon de cette pratique, les sangsues peuvent encore être utilisées à la suite d'une greffe microchirurgicale dans laquelle le sang peut s'accumuler, en raison de veines défectueuses, ce qui entraîne un détachement de la greffe à cause de la pression exercée par le sang en trop,,.
Une étude médicale de 2003 a montré que l'hirudothérapie pouvait être plus efficace dans des cas d'arthrose du genou qu'un traitement au diclofénac. Les contre-indications de cette thérapie sont des troubles de la coagulation (comme l'hémophilie ou la prise d'anticoagulants), l'anémie ou encore le diabète de type 1. L'utilisation plus large de l'hirudothérapie pour d'autres types d'arthroses reste encore à être étudiée.
Pour limiter autant que possible le risque d'infection (dont par Aeromonas hydrophila), la sangsue posée sur un patient doit avoir fait l'objet d'un protocole adéquat de décontamination.